# Adolf Raszowski
Adolf Raszowski – polski ziemianin.
Na przełomie XIX/XX wieku był właścicielem dóbr Łodzina (wraz z nim Stefania i Stanisław Raszowscy. Pod koniec XIX wieku jako właściciel majątku Łodzina z przyległościami Chłomiec (właśc. Hłomcza) i Dobna (Dębna) był uprawniony do wyboru deputowanego do Rady Państwa z grupy kurii większych posiadłości ziemskich.
Na przełomie XIX i XX wieku była członkiem zwyczajnym Macierzy Szkolnej dla Księstwa Cieszyńskiego.